# 周小龍
周小龍（英語：Herbert Chow，1964年1月1日—），香港商人，為童裝品牌Chickeeduck公司的行政總裁及唯一股東。2022年起定居英國。

## 工作
1985年，周小龍加入BBDO廣告公司，負責不同零售品牌。
1990年，周小龍於社交場合認識其拔萃男書院校友田北辰，其後被對方邀擔任Ｇ2000市場總監。
1993年，商人邢李㷧邀請周小龍加盟Esprit，擔任亞洲區市場經理。其後亦擔任韓國區及日本區總經理，以及亞太區營運總裁 (COO)。
1999年，周小龍從WHK買下香港童裝品牌Chickeeduck，為公司行政總裁（CEO）並於 2020 年買回全部股權，成為百分之百股權持有者。現擁13間分店。
此外，周小龍於2007年創立The Rink Limited，成為公司行政總裁（CEO）以及股權持有人。其後公司亦向國內發展，分別在2017年於重慶、2018年於長沙及2019年於成都開設The Rink溜冰場，2020年5月將The Rink出售。

## 其他

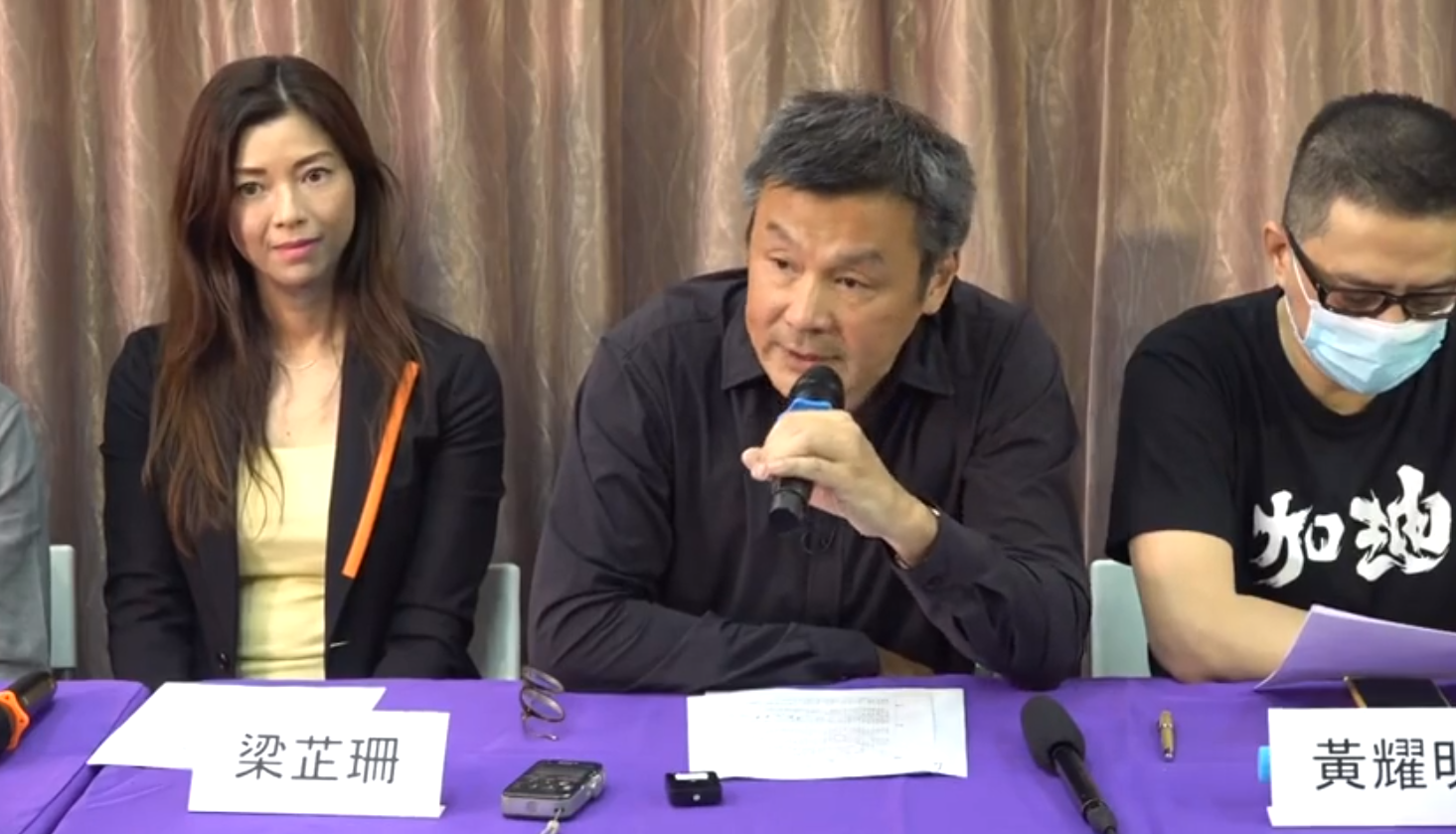
2020年7月6日，周小龍宣佈參選2020年香港立法會選舉，競逐傳統功能組別的體育、演藝、文化及出版界

周小龍於2014年擔任香港網球總會主席期間，更代表香港政府引入香港網球公開賽。
2020年7月6日，周小龍宣佈參選2020年香港立法會選舉，競逐傳統功能組別的體育、演藝、文化及出版界。周小龍是選舉宣布延期前唯一一個民主派獲選舉主任確認提名的候選人。
2021年5月6日，周小龍在荃灣的Chickeeduck分店被警方國安處人員以涉嫌違反《香港國安法》為由搜證超過一小時。

## 外部連結
- 周小龍的Facebook專頁
- 周小龍的Instagram帳戶